# Dương Quỳnh Hoa

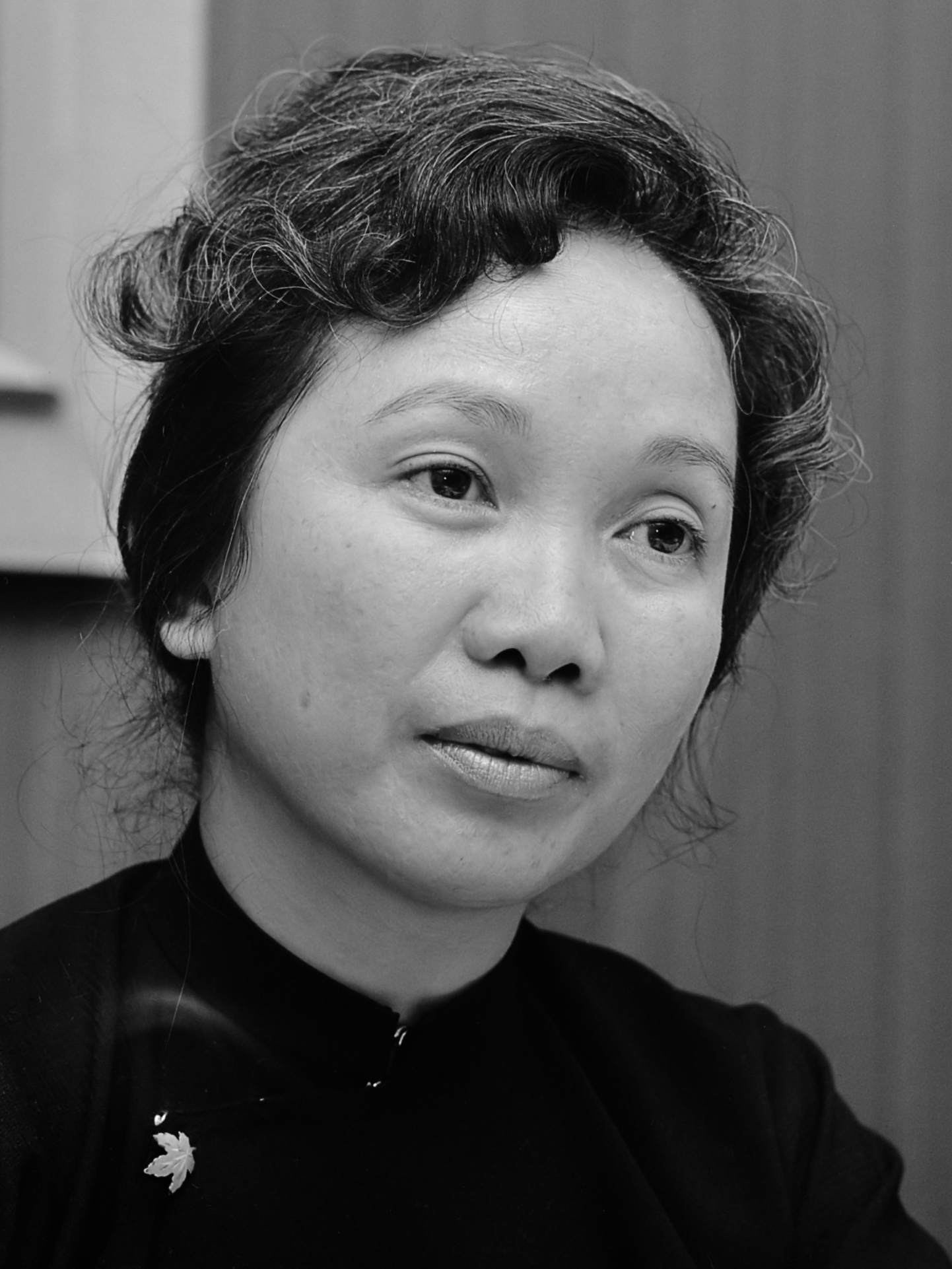
Dương Quỳnh Hoa, 1974

Dương Quỳnh Hoa (geboren 1930; gestorben 2006) war eine vietnamesische Ärztin und wichtiges Mitglied der Nationalen Front für die Befreiung Südvietnams.

## Leben
Dương Quỳnh Hoa wurde 1930 in einer französischsprachigen Familie der vietnamesischen Oberschicht geboren. Nach ihrem Schulbesuch in Saigon studierte sie während der
1950er Jahre in Paris. Dort kam sie mit der kommunistischen Ideologie in Berührung. Nach dem Abschluss ihres Studiums kehrte sie wieder nach Vietnam zurück, das nach der Schlacht um Điện Biên Phủ und der Genfer Indochinakonferenz 1954 in Nord- und Südvietnam geteilt worden war. Saigon befand sich fortan in Südvietnam. Dort schloss sie sich den Kommunisten an, spionierte aber auch auf Cocktailpartys den inneren Kreis von  Ngô Đình Diệm und dessen amerikanischen Beratern aus. Diese waren sich nicht bewusst, dass Dương Quỳnh Hoa Kommunistin war.
Sie war Gründungsmitglied der 1960 gegründeten Nationalen Front für die Befreiung Südvietnams (auch Vietcong genannt).

## Ihre Rolle im Vietnamkrieg
Nach der Tet-Offensive versteckte sie sich mit ihrem Mann und dem gemeinsamen Sohn im Dschungel. Ihr Sohn starb in dieser Zeit an Enzephalitis. Dem Journalisten Stanley Karnow sagte sie, der Tod ihres Sohnes sei nur einer unter Millionen gewesen.
Der Vietcong ernannte Dương Quỳnh Hoa zur Gesundheitsministerin. Über ihre Zeit beim Vietcong sagte sie 1981: „Wir hatten keine Wahl. Wir mussten die Fremden loswerden.“

## Nach dem Vietnamkrieg
Nach dem Krieg leitete sie ein Kinderkrankenhaus in dem in Ho-Chi-Minh-Stadt umbenannten Saigon.
Dương Quỳnh Hoa wurde nach dem Ende des Vietnamkriegs zu einer Kritikerin des vietnamesischen Regimes. Kritikpunkte waren die ungleiche Behandlung der Landesteile zugunsten des Nordens, die Bildung einer Machtelite sowie die Konsum- und Karriereorientierung der jungen Vietnamesen.

## Film
Die libanesische Regisseurin Jocelyne Saab porträtierte Dương Quỳnh Hoa 1998 in ihrem Dokumentarfilm La Dame de Saïgon.